# Limnophora fallax
Limnophora fallax este o specie de muște din genul Limnophora, familia Muscidae, descrisă de Stein în anul 1920. Conform Catalogue of Life specia Limnophora fallax nu are subspecii cunoscute.